# Ampedus quercicola
Espèce
Statut de conservation UICN

 LC  : Préoccupation mineure
Ampedus quercicola est une espèce de taupins du genre Ampedus. Cette espèce a été décrite par l'entomologiste français Henri du Buysson en 1887.

## Systématique
Le nom valide complet (avec auteur) de ce taxon est Ampedus quercicola (Buysson, 1887). L'espèce a été initialement classée dans le genre Elater sous le protonyme Elater quercicola Buysson, 1887.
Ampedus quercicola a pour synonymes :
- Ampedus miniatus (Gorham, 1892)
- Elater quercicola Buysson, 1887